# Another Planet/Voyager
Another Planet/Voyager è il primo singolo del gruppo musicale australiano Pendulum, pubblicato il 23 febbraio 2004 dalla Breakbeat Kaos.

## Descrizione
Si tratta dell'unico singolo a contenere brani composti da tutti i componenti del gruppo, al tempo composto da Rob Swire, Paul Harding e Gareth McGrillen. Another Planet è caratterizzato da vari campionamenti tratti dalla versione musicale de La guerra dei mondi realizzata da Jeff Wayne. Riguardo alla scelta del campionamento, McGrillen ha commentato con le seguenti parole:

## Pubblicazione
Another Planet/Voyager è stato pubblicato il 23 febbraio 2004 in due formati: versione standard 12" e versione Picture Disc 12". L'unica differenza che contraddistingue la versione Picture Disc da quella standard (oltre alla tipologia del formato) è la durata di Voyager, di durata inferiore rispetto alla versione standard.
I due brani sono stati successivamente inclusi nella raccolta Jungle Sound - The Bassline Strikes Back! (2004), mentre la sola Another Planet è stata inserita anche nella lista tracce del primo album in studio del gruppo, Hold Your Colour, pubblicato nel luglio 2005. Tuttavia il brano è stato rimpiazzato da Blood Sugar nella riedizione di Hold Your Colour, uscita nel 2007.

## Tracce
7" (Regno Unito), download digitale
- Lato A

1. Another Planet – 7:33 (musica: Rob Swire, Paul Harding, Gareth McGrillen)

- Lato B

1. Voyager – 6:07 (musica: Rob Swire, Paul Harding, Gareth McGrillen)

7" Picture Disc (Regno Unito)
- Lato A

1. Another Planet – 7:33 (musica: Rob Swire, Paul Harding, Gareth McGrillen)

- Lato B

1. Voyager – 5:41 (musica: Rob Swire, Paul Harding, Gareth McGrillen)

## Formazione
- Rob Swire – sintetizzatore, programmazione, produzione
- Gareth McGrillen – sintetizzatore, programmazione, produzione
- Paul Harding – sintetizzatore, programmazione, produzione

## Classifiche
| Classifica (2004)   | Posizione massima |
| ------------------- | ----------------- |
| Regno Unito         | 46                |
| Regno Unito (dance) | 1                 |